# Баян-Ундер

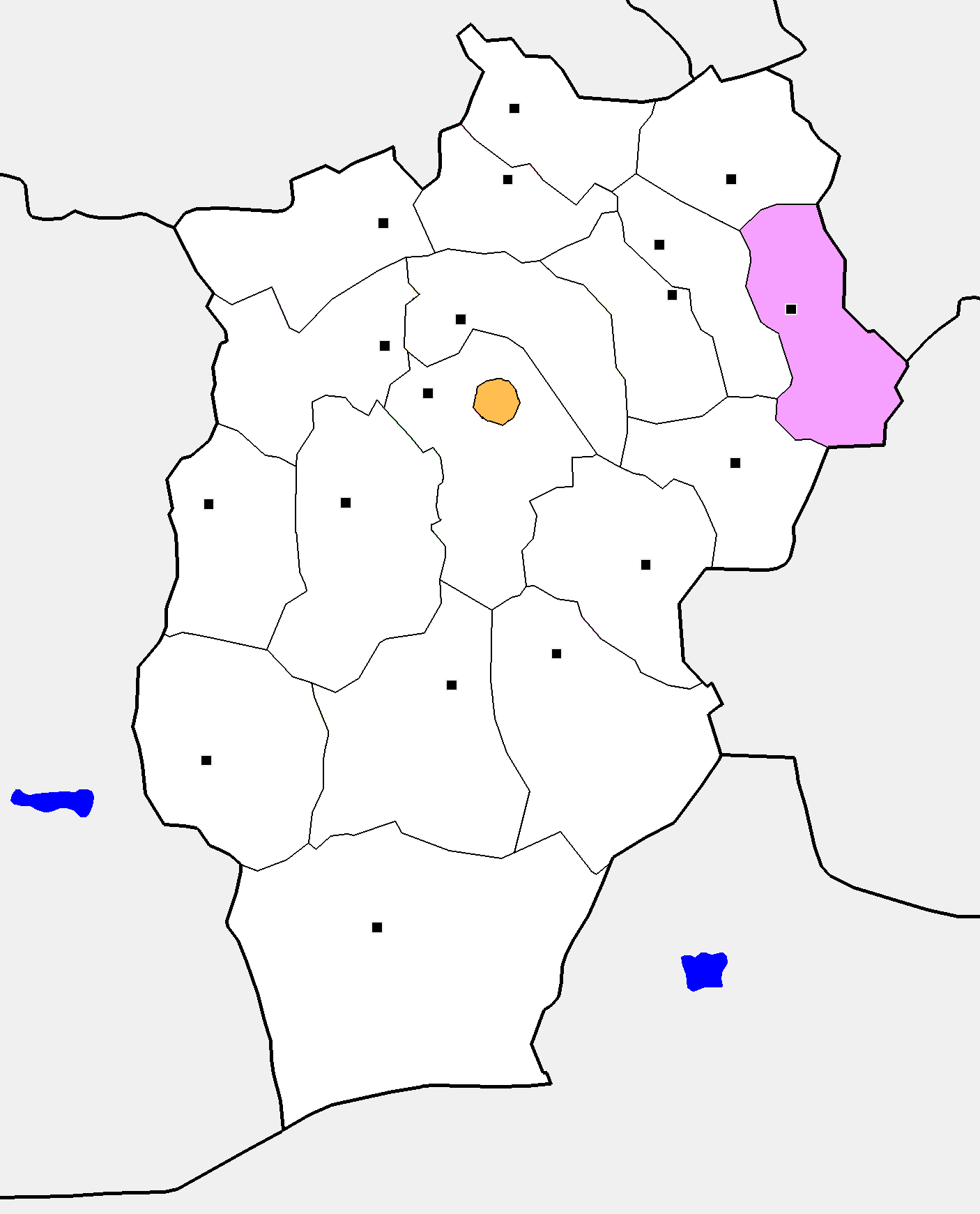
Сомон Баян-Ундер Уверхангайского аймака

Баян-Ундер (монг. Баян-Өндөр) — сомон аймака Уверхангай в Монголии, с центром в поселке Бумбат в 120 км от столицы аймака. Население 5,1 тысяча человек. Расположен на расстоянии 303 км от Улан-Батора.

## Описание

### Рельеф
Поверхность сомона гористо-холмистая, с многочисленными межгорными солончаковыми впадинами. На территории сомона находятся:
Вершины:
1. Модон Овоот 2116 м (самая высокая точка)
2. Аргал 2050 м,
3. Ундур Магнай 2014 м,
4. Шивээт 1892 м,
5. Восточный Мандал 1886 м.

Озера:
1. Бумбий
2. Олон
3. Цайдам (1459 м над ур. м. — самая высокая точка)

Долины:
1. Улаан Толгойн Гудаа,
2. Хууврийн Будаа,
3. Зун Арагч
4. Барун Арагч[1]

### Климат
Климат резко континентальный. Средняя температура января −15°-25°С, июля — +14°+20°С. В год в среднем выпадает 150—200 мм осадков.

### Фауна и флора
Растительность степная. Водятся косули, волки, лисы, тарбаганы и куропатки.

### Хозяйство и культура
Местами возделывают посевы кормовых растений.
В сомоне имеется школа, больница, культурный и торгово-обслуживающий центры. Сомон богат известняком и солью.

#### Статистика
| Данные по:                        | 2007    | 2008     | 2009     | 2010     | 2011     |
| --------------------------------- | ------- | -------- | -------- | -------- | -------- |
| Численность постоянного населения | 4,242   | ▲4,261   | ▲4,335   | ▼4,262   | ▼4,141   |
| Число домохозяйств,               | 1,193   | ▲1,204   | ▲1,268   | ▼1,260   | ▼1,245   |
| Из них скотоводческих             | 955     | ▲1,033   | ▼857     | ▲953     | ▼890     |
| Скот (в целом)                    | 232,412 | ▼218,736 | ▲232,930 | ▼163,063 | ▲198,700 |
| - Верблюды                        | 482     | ▼383     | ▲408     | ▼362     | ▲377     |
| - Лошади                          | 17,951  | ▼13,649  | ▲14,633  | ▼11,103  | ▲13,253  |
| - Коровы                          | 10,429  | ▼8,250   | ▲7,869   | ▼5,679   | ▲6,511   |
| - Овцы                            | 118,685 | ▼114,670 | ▲125,591 | ▼88,891  | ▲107,444 |
| - Козы                            | 84,865  | ▼81,784  | ▲84,429  | ▼57,028  | ▲71,115  |